# Carcelia oblimata
Carcelia oblimata là một loài ruồi trong họ Tachinidae.